# John Ensign
John Eric Ensign (Roseville, 25 marzo 1958) è un politico e veterinario statunitense, senatore repubblicano per lo stato del Nevada dal 2001 al 2011.

## Biografia

### Studi e formazione
Nato a Roseville, in California, Ensign ha origini filippine da parte di padre e italiane da parte di madre. Dopo l'allontanamento dal padre di John, la madre Sharon si risposò con Michael Ensign, presidente del consiglio di amministrazione del Mandalay Bay Resort and Casino, che poi adottò il bambino.
Successivamente John Ensign intraprese gli studi di veterinaria e ottenne la qualifica nel 1985. Prima di entrare attivamente in politica, Ensign fondò e diresse due cliniche per animali a Las Vegas.
Nel 1994 si candidò alla Camera dei Rappresentanti come esponente del Partito Repubblicano e riuscì a farsi eleggere, sconfiggendo il deputato democratico in carica da quattro mandati.
Venne rieletto nel 1996, ma nel 1998 decise di lasciare la Camera per cercare l'elezione al Senato. Ensign tuttavia non ottenne il risultato sperato, perdendo contro il democratico in carica Harry Reid.
Nel 2000 tuttavia Ensign si candidò nuovamente per un altro seggio al Senato e sconfisse l'avversario con il 55% dei voti. Fu poi rieletto per un secondo mandato nel 2006 con la stessa percentuale di voto.
In seguito Ensign annunciò di volersi candidare per un terzo mandato nel 2012, sebbene la sua popolarità fosse in calo. Tuttavia le conseguenze di uno scandalo sessuale emerso nel 2009 lo costrinse a rassegnare le dimissioni nel maggio 2011.

### Posizioni politiche
John Ensign ha sempre assunto posizioni concordi con quelle del suo partito, configurandosi come conservatore. Contrario all'aborto e ai matrimoni gay, si è invece schierato a favore della lotta ai talebani e all'invasione dell'Iraq.

### Vita privata
Ensign è sposato con Darlene Sciarretta, dalla quale ha avuto tre figli. Nel 2009 la famiglia Ensign venne sconvolta da uno scandalo di natura sessuale: venne infatti reso noto che il senatore ebbe una lunga relazione con Cynthia Hampton, sua collaboratrice e moglie di un altro collaboratore, che fu poi licenziata insieme al marito per mettere a tacere la faccenda.
Lo scalpore causato dallo scandalo spinse Ensign a dimettersi dal suo posto nel 2011.